# Epiphragma rhododendri
Epiphragma rhododendri är en tvåvingeart som beskrevs av Alexander 1966. Epiphragma rhododendri ingår i släktet Epiphragma och familjen småharkrankar. Inga underarter finns listade i Catalogue of Life.